# Audita tremendi
Audita tremendi (в превод от латински: Научаайки за стршния) е папска була на римския папа Григорий VІІІ, издадена в гр. Ферара, Италия, на 29 октомври 1187 г., която призовава западните християни за Третия кръстоносен поход.
Както всички папски були, Audita tremendi получава своето название по първите думи: "Audita tremendi severitate judicii, quod super terram Jerusalem divina manus exercuit..., в превод: „Научавайки за страшния и суров съд, с който ръката на Господ порадзи Йерусалимската земя...“. Причина за издаването на булата става полученото от папата известие за разгрома при Хатин на 4 юли 1187 г. Към датата на издавена на булата Йерусалим вече е бил превзет от Саладин, но до Европа тази новина все още не е достигнала.
Булата свързва поражениета на кръстоносците с недостойния и греховен живот на западните християни в Светите земи. Тези грехове, според папата, трябва да бъдат изкупени от всички християни, и за спасението на Йерусалим е необходим нов кръстоносен поход. Булата обещава индулгенция на всички участници в похода, опрощение на греховете на всички загинали по време на похода, и защита от Църквата на имуществото на кръстоносците.